# Comisión de Relaciones Exteriores del Senado de México
La Comisión de Relaciones Exteriores del Senado de México, es una Comisión creada por el Senado de México para encargarse a todos los asuntos pertinentes a las Relaciones Exteriores de México, entre sus tareas esta evaluar las políticas públicas en materia de Relaciones Exteriores y también sobre la ratificación de Embajadores y Cónsules de México ante otros Estados.

## Miembros
Las y los senadoras(es) que conformaron la Comisión de Relaciones Exteriores de las LXII y LXIII Legislaturas (periodo comprendido entre 2012 y 2018) fueron:
| Integrantes | Nombre                          | Partido |
| ----------- | ------------------------------- | ------- |
| Presidente  | Gabriela Cuevas Barrón          |         |
| Secretarios | Marcela Guerra Castillo         |         |
| Secretarios | Juana Leticia Herrera Ale       |         |
| Secretarios | Dolores Padierna Luna           |         |
| Secretarios | Ana Gabriela Guevara Espinoza   |         |
| Integrantes | Félix Arturo González Canto     |         |
| Integrantes | Manuel Humberto Cota Jiménez    |         |
| Integrantes | Lisbeth Hernández Lecona        |         |
| Integrantes | Roberto Albores Gleason         |         |
| Integrantes | Juan Carlos Romero Hicks        |         |
| Integrantes | Jorge Lavalle Maury             |         |
| Integrantes | Luis Fernando Salazar Fernández |         |
| Integrantes | Alejandra Barrales Magdaleno    |         |
| Integrantes | Luz María Beristain Navarrete   |         |
| Integrantes | Juan Gerardo Flores Ramírez     |         |